# 來寶集團
來寶集團（Noble Group，SGX：N21），是一家總部位於香港，註冊於百慕達，在新加坡股票上市的企業集團。主要业务涉及多种自然资源和原材料，如棉花、谷物、咖啡、煤炭、铁矿石、钢材、铝材以及清洁油品等。2018年宣佈將總部遷往倫敦。

## 概述
來寶集團是1986年由英國商人雷察·奧德曼創立。1994年於香港交易所上市，直至1996年5月23日撤銷上市。1997年重新在新加坡股票交易所上市。
据香港《联合早报》報導，该公司创始人雷察·奧德曼，中学未毕业即进入社会。1968年到达日本东京，在一家美国金属制品公司工作。他见证了亚洲经济30年来的发展变化，对亚洲经济的特点有独到理解。他带领公司仅用20年时间就成为世界500强之一。
2009年9月23日，中國投資有限責任公司（中投）以每股2.1137元星幣（折約10.2153元人民幣）的代價購買該公司5.73億持股，總投資金額達8.5億美元（相當於66.3億港元），入股來寶集團近15%。來寶集團將向中投公司配售4.38億股新股，規模佔該公司總股本的12.91%；該公司創始人兼首席執行長理察·埃爾曼有利益關係的信託公司將向中投公司出售另外1.35億股股票。中投在來寶集團的總持股比例將為14.96%。
來寶集團的總股本為33.919億股，如果加上4.38億股新發行股，總股份數則增至38.3億股。理察·埃爾曼持有来宝24%的股份。
2014年4月2日中糧集團和厚朴投資管理公司斥資15億美元收購來寶集團旗下來寶農業51%股權，並將成立持股比例為51%及49%的合資公司。與厚朴共同持有的合資公司51%的股權中，中糧佔比三分之二。中糧認為組建這家合資公司有利於雙方業務的增長。
2015年，在遭指控資產虛報數十億美元後股價暴跌，信評降至垃圾級，使得資金更加緊張，將旗下來寶農業餘下49%股權釋出。
2016年5月，經過兩年多的營運危機後，開除首席執行員阿里雷扎，但對外宣佈為主動辭職。數日後，創辦人艾禮文也卸下集團主席職。
截至2017年6月，值阿里雷扎控告集團毀約求償時，集團市值自2010年100億美元的高峰已經萎縮至3億美元。來寶集團的沒落，使得亞洲煤炭期貨交易死寂，自2015年的交易高峰銳減九成，使得電商等公用事業無法避險。嘉能可勢力獨大對煤礦價格的控制力，使得交易員退縮期貨交易。
2018年3月，也是最大股東的艾禮文宣佈辭去榮譽主席職。艾禮文家族30多年來第2次出售持股。兩大長期股東英國保誠和Orbis Allan Gray公司相繼減持股權。
2018年4月，宣佈總部自香港遷往倫敦。

## 外部連結
- ThisIsNoble.com （页面存档备份，存于）
- 来宝集团[永久]
- 来宝集团收购四平红嘴油脂公司 （页面存档备份，存于）
- 来宝集团表示搁置中国乙醇计划